# Stanisława Pukacka
Stanisława Pukacka (ur. 22 października 1945 w Boguchwale) – polska fizjolog roślin, emerytowana profesor dr. hab. nauk biologicznych.

## Życiorys
Absolwentka Uniwersytetu im. Marii Curie-Skłodowskiej w Lublinie (1968). W roku 1975 doktoryzowała się w Akademii Rolniczej im. Augusta Cieszkowskiego w Poznaniu. W roku 1994 uzyskała stopień doktora habilitowanego nauk rolniczych w zakresie ogrodnictwa, specjalność: ogrodnictwo, a 14 grudnia 2005 otrzymała nominację profesorską. Prof. Pukacka była kierowniczką Pracowni Biochemii Nasion Instytutu Dendrologii PAN w Kórniku. W latach 2007–2014 była członkiem Rady Naukowej Instytutu Dendrologii PAN, a także członkiem Polskiego Towarzystwa Botanicznego oraz Europejskiej Federacji Towarzystw Fizjologii Roślin (Federation European Society Plant Physiology).

## Publikacje
Prof. Pukacka jest autorką licznych publikacji naukowych.